# Yo fui una adolescente terrosatánica
Yo fui una adolescente terrosatánica es el disco debut álbum de estudio de la banda de rock Las Ultrasónicas, lanzado por Munster Records. Fue el único disco en ser lanzado como cuarteto además del único con Suzy-A Vox como vocalista principal.

## Antecedentes
Fundadas en 1996 por Jenny Bombo y Tere Farfisa , Las Ultrasónicas comienzan sus primeros ensayos a los que se incorpora Susy A Vox en las voces y Jessy Bulbo en el bajo quien a su vez trajo a Ali Wah Wah como  adición final . Como quinteto comienzan a tocar en fiestas de amigos y pequeños bares. Tere Farfisa no estaba contenta con algunos comportamientos de Ali Wah-Wah y pone a la banda en la disyuntiva de elegir entre ella y la guitarrista, obteniendo Ali el respaldo de sus compañeras. Después de la salida de Tere Farfisa (una de las dos fundadoras) de la banda, el resto del ahora cuarteto comienza a ensayar en la casa de Ali como el lugar fijo donde se empiezan a gestar diversos temas de Ultrasónicas que verían la luz en su primer disco. Las 4 integrantes combinaban su vida musical con diferentes actividades, Jenny trabajaba en una oficina como asistente bilingüe, Jessy trabajaba en un banco, Ali estudiaba cinematografía y Suzy se dedicaba a la venta de ropa.

## Grabación
Sin el apoyo de algún sello discográfico aun, Las Ultrasonicas realizan sus primeras versiones en la casa de Ali Wah-Wah (después conocida como Ali Gua Gua ) gracias al acceso que la guitarrista tenía a material de sonido por sus estudios de cinematografía y deciden grabar estos primeros temas aun sin pretensión de realizar un álbum pero que sirvió para crear la primera maqueta de un futuro disco con una tascam, dos micrófonos y la ayuda de una amiga de Ali para poner pausa a la grabadora que registraba los instrumentos. Posteriormente para mejorar el sonido se añaden voces en la Sala de Doblaje de la escuela de cine donde la guitarrista estudiaba.
Posterior a esta primer grabación, Jenny Bombo se muda a Pittsburgh (con copias en casete de su primer grabación) para acompañar a la banda The Cynics  en actividades de venta de mercancía de dicha banda. La banda seguía existiendo con Jenny alternando su estancia en EEUU con viajes a México para presentarse con la banda.
Jenny estando en Estados Unidos hace contacto con la banda The Pleasure Fuckers a quienes les obsequia una copia de aquella grabación casera hecha en casa de Ali en 1997. Dicha grabación en formato de casete llega a manos de Iñigo Pastor de Munster Records de España quien les propone grabarlo en 1999. Asi que aquella grabación en casa de Ali Wah Wah fue convertida en disco que fue editado en formato LP 10" bajo el titulo de Yo fui una adolescente terrosatánica  con la etiqueta de "Versiones Demo". Dicho material solo tuvo distribución y venta tanto en Estados Unidos como en España con 500 copias, al grupo se le entregarían 10 piezas. Algunos meses adelante ,en septiembre de 1998, el grupo realiza nuevas tomas en el Estudio Cubo 16 al sur de la Ciudad de México para grabar un álbum de 14 temas (incluyendo una versión de Sweet Leaf de Black Sabbath) de bajo el mismo nombre Yo fui una adolescente terrosatánica pero esta vez con la etiqueta "Versiones Definitivas" y que sería publicado en CD en 2004. El concepto del disco fue influenciado por la ciencia ficción y presentaba al grupo como seres extraterrestres y del espacio, aprovechando dichas metáforas para criticar aspectos la falta de espacios para el rock. Este disco incluyó canciones de inmediata repercusión como  «Vente en mi boca» (un surf que hace referencia al sexo oral inspirado en «Come into my mouth» de Thee Headcoatees) «Quiero ser tu perra» (cóver a Iggy Pop) y «Monstruo verde», canción que fue incluida en la película "Perfume de Violetas" de Marise Sistach, estrenado en 2001 y que llegó a oídos de la directora de la película debido a que Ali Gua Gua estudiaba cinematografía en el Centro de Capacitación Cinematográfica y fue miembro del staff de dicha cinta. 
El título del disco es la combinación que realizaron Ali Gua Gua y Jenny Bombo del nombre de dos películas, "Yo fui un adolescente TV terrorista." (U.S.A. 1985) y "Un lobo adolescente" (U.S.A. 1985) además de mezclarlo con el término "terrosatánico" que venía de "narcosatánico", un episodio criminal de gran impacto en México. 

## Ediciones
Las Versiones Demo fueron publicadas en formato de 10" con un tiraje de 500 copias en España únicamente bajo el sello Munster Records . Una edición en CD de estas mismas versiones fue lanzada en 2004 para atender al mercado mexicano.
En 2023 se publica una edición de 12" en una colaboración de La Roma Records y Munster Records donde se hace una mezcla entre las versiones demo y las versiones definitivas los mejores temas del vinilo original y del cd a criterio de la banda y del director de Munster Records, quedando fuera un par de temas que solo se encuentran en la primera edición de vinilo como Casco y Bejuco (generando una tercera versión del album). Con dicha publicación se tienen tres versiones el disco : el vinil de 10’’ del 2000,el cd de 2004 y el vinilo de 12’’ del 2023. Las Versiones definitivas ya habían tenido previamente un tiraje en CD en 2004 bajo el subsello Velour Records.

## Promoción
La principal promotora del álbum fue Ali Wah Wah quien estuvo llevando copias del álbum para ser instalada en rockolas digitales de bares de la Ciudad de México así como buscar reseñas en revistas como Conecte , La Mosca y en diferentes espacios como Radio UNAM y el Tianguis Cultural del Chopo. Con Jenny Bombo viviendo en EEUU y Jessy Bulbo radicando en Veracruz se da un periodo de incertidumbre que deriva en la salida de Susy por lo cual las presentaciones para promover la placa fueron realmente pocas.

## Composición
Dos adaptaciones al español se incluyeron siendo "Sweet Leaf" de Black Sabbath y "I Wanna Be Your Dog" de The Stooges los temas elegidos, un tema mas llamado "Pedro Fuzzca" contiene fragmentos de "Peter Gunn"  inspirado en el tema del mismo nombre de Henry Mancini. 
. El resto de los temas fueron originales y acreditados en un 33.33% a Ali, Jessy y Jenny como creadoras en un acuerdo mutuo aun y cuando en varios de los temas existía una única compositora , este acuerdo funcionaria en el futuro para las composiciones de la agrupación.
"Monstruo Verde" tuvo un impacto inmediato al ser incluido en la Banda Sonora de la película "Perfume de Violetas " . "Vente en mi boca" inspirado en «Come into my mouth» de Thee Headcoatees fue re-versionada por Las Ultrasónicas en su siguiente disco con dos variantes. El tema instrumental "Vaquero Galáctico" fue incluido en el acoplado "Mexican Madness". 

## Lista de canciones

### Versiones Definitivas
| N.º | Título                        | Vocalista principal              | Duración |  |
| 1.  | «Monstruo Verde»              | Suzy-A                           | 2:13     |  |
| 2.  | «Pedro Fuzzca»                | Suzy-A y Ali Wah-Wah             | 2:28     |  |
| 3.  | «El Espacio Exterior»         | Suzy-A                           | 2:05     |  |
| 4.  | «Ramona»                      | Suzy-A                           | 1:23     |  |
| 5.  | «Dulce Hoja»                  | Jenny Bombo                      | 4:49     |  |
| 6.  | «Dame Chela»                  | Suzy-A                           | 1:49     |  |
| 7.  | «Vente en mi Boca»            | Jenny Bombo                      | 1:42     |  |
| 8.  | «Luxor y Mohawk»              | Jenny Bombo,Suzy-A y Jessy Bulbo | 2:37     |  |
| 9.  | «Pinotepa Surf (En Chevy 57)» | Instrumental                     | 2:01     |  |
| 10. | «Fuck The Mall»               | Suzy-A                           | 1:52     |  |
| 11. | «Palomitas»                   | Jessy Bulbo                      | 1:25     |  |
| 12. | «Casco»                       | Suzy-A                           | 3:46     |  |
| 13. | «Quiero ser tu perra»         | Ali Wah-Wah                      | 3:32     |  |
| 14. | «Tema de las Ultras»          | Suzy-A                           | 1:02     |  |

| Bonus Tracks |                       |                     |          |  |
| N.º          | Título                | Vocalista principal | Duración |  |
| 1.           | «El Mundo Irreal»     | Suzy-A              | 2:25     |  |
| 2.           | «El Inspector»        | Instrumental        | 0:45     |  |
| 3.           | «Bejuco»              | Ali Wah-Wah         | 2:40     |  |
| 4.           | «Las Mujeres Vampiro» | Suzy A              | 2:15     |  |
| 5.           | «Vaquero Galáctico»   | Suzy A              | 3:11     |  |

### Versiones Demo
| N.º | Título                     | Vocalista principal  | Duración |  |
| 1.  | «Ramona»                   | Suzy-A               | 1:29     |  |
| 2.  | «El Mundo Irreal»          | Suzy-A y Ali Wah-Wah | 2:30     |  |
| 3.  | «Dame Chela»               | Suzy-A               | 2:29     |  |
| 4.  | «El Inspector»             | Instrumental         | 0:48     |  |
| 5.  | «Espacio Exterior»         | Suzy-A               | 2:05     |  |
| 6.  | «Bejuco»                   | Ali Wah-Wah          | 2:42     |  |
| 7.  | «Las Mujeres Vampiro»      | Suzy-A               | 2:17     |  |
| 8.  | «Tema de las Ultrasonicas» | Suzy-A               | 1:09     |  |
| 9.  | «Vente en mi Boca»         | Jenny Bombo          | 1:43     |  |
| 10. | «Casco»                    | Suzy-A               | 3:46     |  |
| 11. | «El Vaqueo Galáctico»      | Suzy-A               | 3:12     |  |

### Reedición en vinil de 2023
| N.º | Título                        | Vocalista principal              | Duración |  |
| 1.  | «Monstruo Verde»              | Suzy-A                           | 2:13     |  |
| 2.  | «Pedro Fuzzca»                | Suzy-A y Ali Wah-Wah             | 2:28     |  |
| 3.  | «Dulce Hoja»                  | Jenny Bombo                      | 4:49     |  |
| 4.  | «Luxor y Mohawk»              | Jenny Bombo,Suzy-A y Jessy Bulbo | 2:37     |  |
| 5.  | «Pinotepa Surf (En Chevy 57)» | Instrumental                     | 2:01     |  |
| 6.  | «Fuck The Mall»               | Suzy-A                           | 1:52     |  |
| 7.  | «Palomitas»                   | Jessy Bulbo                      | 1:25     |  |
| 8.  | «Quiero ser tu perra»         | Ali Wah-Wah                      | 3:32     |  |
| 9.  | «Ramona»                      | Suzy-A                           | 1:29     |  |
| 10. | «El Mundo Irreal»             | Suzy-A                           | 2:30     |  |
| 11. | «Dame Chela»                  | Suzy-A                           | 2:29     |  |
| 12. | «El Inspector»                | Instrumental                     | 0:48     |  |
| 13. | «El Espacio Exterior»         | Suzy-A                           | 2:05     |  |
| 14. | «Bejuco»                      | Ali Wha-Wah                      | 2:42     |  |
| 15. | «Las Mujeres Vampiro»         | Suzy-A                           | 2:17     |  |
| 16. | «Tema de las Ultrasónicas»    | Suzy-A                           | 1:09     |  |
| 17. | «Vente en mi Boca»            | Jenny Bombo                      | 1:43     |  |
| 18. | «El Vaquero Galáctico»        | Instrumental                     | 3:12     |  |

## Personal
Las Ultrasónicas
- Jenny Bombo: Bateria ,voz solista, segunda voz, armonía vocal;
- Jessy Bulbo: Bajo, voz solista, segunda voz, armonía vocal
- Ali Wah-Wah Guitarra solista, voz solista segunda voz, armonía vocal
- Suzy A-Vox:Voz principal

Producción
- Ali Gardoki: producción y mezclas.
- Alexis Bag producción y mezclas.
- Raul Acevedo: Grabación
- Ruben Aguirre: Grabación
- Incognito Harper :Portada
- Fatima Lamas: Artegrafia